# 혼자도는 바람개비
"혼자도는 바람개비"(The Pinwheel that Spins Alone)는 하명중 감독의 영화이다.
한국어린이재단(현:어린이재단)이 주최한 소년소녀가장 실화수기 대상수상작품을 토대로 만들어진 영화로써, 부모를 잃은 아이들이 조부모의 손에 자라는 순간을 영화로 표현하였다. 대종상영화제에서 각색상과 아역상을 수상하였으며, 이보다 1년 늦은 1991년에 개봉하여 61892명의 관람객을 기록하였다.

## 캐스팅
- 고정일 : 남식 역
- 여운계 : 할머니 역
- 정유석 : 남도 역
- 안연홍 : 정옥 역
- 하명중 : 아버지 역
- 이진주 : 수옥 역
- 김윤 : 미옥 역
- 김상순 : 교장선생님 역
- 김수진 : 담임선생님 역
- 조선묵 : 야간학교 교사 역
- 김일우 : 장부장 역
- 정직한 : 사장 역
- 임해림 : 옷가게주인 역
- 김민아 : 순임 역
- 김효영 : 영철 역
- 오경민 : 짱구 역
- 정국진 : 민수 역
- 박선희 : 미숙 역
- 정민영 : 고참공원 역
- 강상용 : 감독관 역
- 이문웅 : 의사 역
- 김경란 : 아낙 역
- 강희 : 아낙 역
- 김신명 : 아낙 역
- 박예숙 : 아낙 역
- 조학자 : 아낙 역
- 강일 : 공원 역
- 김현수 : 공원 역
- 김태성 : 공원 역
- 김광일 : 공원 역
- 김용태 : 공원 역
- 김동근 : 공원 역
- 김대용 : 공원 역
- 김정민 : 공원 역
- 김명수 : 공원 역
- 성원철 : 공원 역
- 이경훈 : 교부처직원 역
- 김소연 : 낯선 여인 역
- 양재문 : 기술고교장 역
- 하경홍 : 참모 역

## 제작진
감독 : 하명중

각본 : 이문웅, 하명중

제작 : 박경애, 김종성, 김상익

기획 : 양재문

촬영 : 이승언

조명 : 강상용

편집 : 박순덕

음악 : 김수철

소품 : 이태우, 정민영, 장석훈

분장 : 송일근

동시녹음 : 양후보

효과 : 양대호, 이병하

조감독 : 최진식, 김만태, 이경훈, 하경홍

스틸 : 박희재

현상 : 영화진흥공사(현: 영화진흥위원회)

색보정 : 김승호

홍보 : 김수진

스크립터 : 김은주

진행 : 장기현, 최영철

제작부장 : 임재걸

촬영보 : 정범수, 서근희, 한강현, 이영수

특수촬영 : 윤종두

조명보 : 민병진, 김영대, 김성수, 윤지원

네가편집 : 박곡지

돌비녹음 : 김경일

광학녹음 : 조탁윤, 이형훈

전기 : 김택환

광고기획 : 중앙미디어

연기자협찬 : MTM

## 기타
- 제29회 대종상 영화제 (1991) 각색상 (이문웅, 하명중)
- 제29회 대종상 영화제 (1991) 아역상 (고정일)